# Lonchura fuscata
Il padda di Timor (Lonchura fuscata Vieillot, 1807) è un uccello passeriforme appartenente alla famiglia degli estrildidi.

## Distribuzione edhabitat
A differenza di quanto intuibile in base al nome comune, il padda di Timor non vive unicamente sull'omonima isola indonesiana, ma anche sulle vicine Semau e Roti. Questo uccello è un abitatore delle aree erbose intervallate da zone cespugliose ed alberate; lo si trova anche in risaie e coltivazioni.

## Descrizione

### Dimensioni
Misura circa 12 cm di lunghezza, coda compresa, per un peso che può raggiungere i 19-22 grammi.

### Aspetto
Si tratta di un uccello dal caratteristico aspetto robusto, munito di un poderoso becco tozzo e conico.

La colorazione è bruno-olivacea su dorso, petto, ali e coda, con tendenza a scurirsi su queste ultime due e ai margini inferiori del petto fino a diventare nerastra; la testa è nera, con presenza di un'estesa macchia guanciale di colore bianco candido che dai lati del becco giunge fino all'orecchio e ha forma trapezoidale. Anche il ventre ed il sottocoda sono di colore bianco, ma più sporco e tendente al grigio-crema. Gli occhi sono di colore bruno scuro, le zampe sono di colore carnicino-grigiastro, il becco è grigio plumbeo.
Nel complesso, il padda di Timor appare molto simile al padda comune, col quale è strettamente imparentato, rispetto al quale tuttavia esso presenta dimensioni minori e colorazione più scura, oltre a forma più squadrata della macchia guanciale.

## Biologia
Si tratta di uccelli diurni, che tendono a riunirsi in gruppetti di una ventina d'individui che passano la maggior parte della giornata fra l'erba alta alla ricerca di cibo, per poi riunirsi durante la notte fra i rami degli alberi o nel folto dei cespugli.

### Alimentazione
Grazie al forte becco, il padda di Timor è in grado di avere ragione di una grande varietà di semi, che costituiscono il fulcro della dieta di questi uccelli, i quali prediligono i semi di graminacee e di riso ed in particolare quelli ancora immaturi (che vengono prelevati direttamente dalla pianta) e quelli in fase di germinazione; essi non disdegnano tuttavia d'integrare la propria dieta anche con altro materiale d'origine vegetale (bacche, frutti, germogli), mentre è assai raro che rivolgano le proprie attenzioni a cibi di origine animale (principalmente piccoli insetti).

### Riproduzione
La stagione delle cove non è fissa, ma tende a coincidere con la fase finale della stagione delle piogge; i due sessi collaborano alla costruzione del nido (che è un ammasso globoso di fili d'erba, rametti e materiale fibroso di origine vegetale intrecciati a formare una camera di cova centrale) ed alla cova delle 4-6 uova, che dura circa 13-16 giorni. Anche la cura dei pulli, che sono ciechi ed implumi alla nascita, è compito di entrambi i genitori; i piccoli sono pronti per l'involo dopo tre settimane circa dalla schiusa, tuttavia essi tendono a rimanere nei pressi del nido (tornandovi a dormire durante la notte e chiedendo sporadicamente l'imbeccata ai genitori) per almeno altre due settimane, prima di essere allontanati dai genitori che generalmente si accingono a portare avanti una nuova nidiata.